# Блек Старз (Базель)
«Блек Старз» (фр. Football Club Monthey) — швейцарський футбольний клуб з міста Базель, заснований у 1907 році. Домашні матчі приймає на стадіоні «Бушвейлергоф».

## Історія
Клуб був заснований 1907 року. У вищому дивізіоні Швейцарії провів лише один рік, у сезоні 1930/31, зайнявши останнє місце.